# 賽力斯SF5
- 關於海外销售的SERES 5车型，請見「问界M5」。

賽力斯SF5是賽力斯已停产的纯电动/增程型轿跑SUV。2016年賽力斯（时为SF Motors）在美国硅谷发布全电动SUV概念车，2019年在广州国际汽车展览会上发布量产纯电动/增程型车型，于2021年全系停止更新。
2021年4月余承东在华为智选品鉴会上官宣SF5，系首款华为智选车产品，分为两驱版、四驱版两款。賽力斯SF5华为智选版於2021年5月起正式交付給用戶。

## 争议
2021年12月，因同平台后续车型问界M5发布，多名赛力斯SF5车主质疑该车型已停产，担忧产品后续失去保障。多家媒体报道该车型曾网络销售渠道曾短暂关闭，并已撤出华为线下展厅。2022年1月，赛力斯发布微博公开信否认停产，表示该车型将在赛力斯自建渠道继续销售并承担质保责任。
在此之前，用户反映该车型的软件功能（包括WiFi功能取消、HiCar智行车机更新后仅支持华为手机，无鸿蒙车机）未达宣传预期、与华为合作程度不高，以及其它车辆质量与保险定损问题等亦遭受争议。